# Lipovka (Rychnov nad Kněžnou)
Lipovka (německy Lindenhof) je vesnice, část okresního města Rychnov nad Kněžnou. Nachází se asi 2 km na severozápad od Rychnova nad Kněžnou. V roce 2009 zde bylo evidováno 105 adres. V roce 2001 zde trvale žilo 287 obyvatel.
Lipovka leží v katastrálním území Lipovka u Rychnova nad Kněžnou o rozloze 7,89 km2. V katastrálním území Lipovka u Rychnova nad Kněžnou leží i Lokot.

## Pamětihodnosti
- Kaple svatého Bartoloměje
- kamenný rozcestník - pyrám

## Galerie

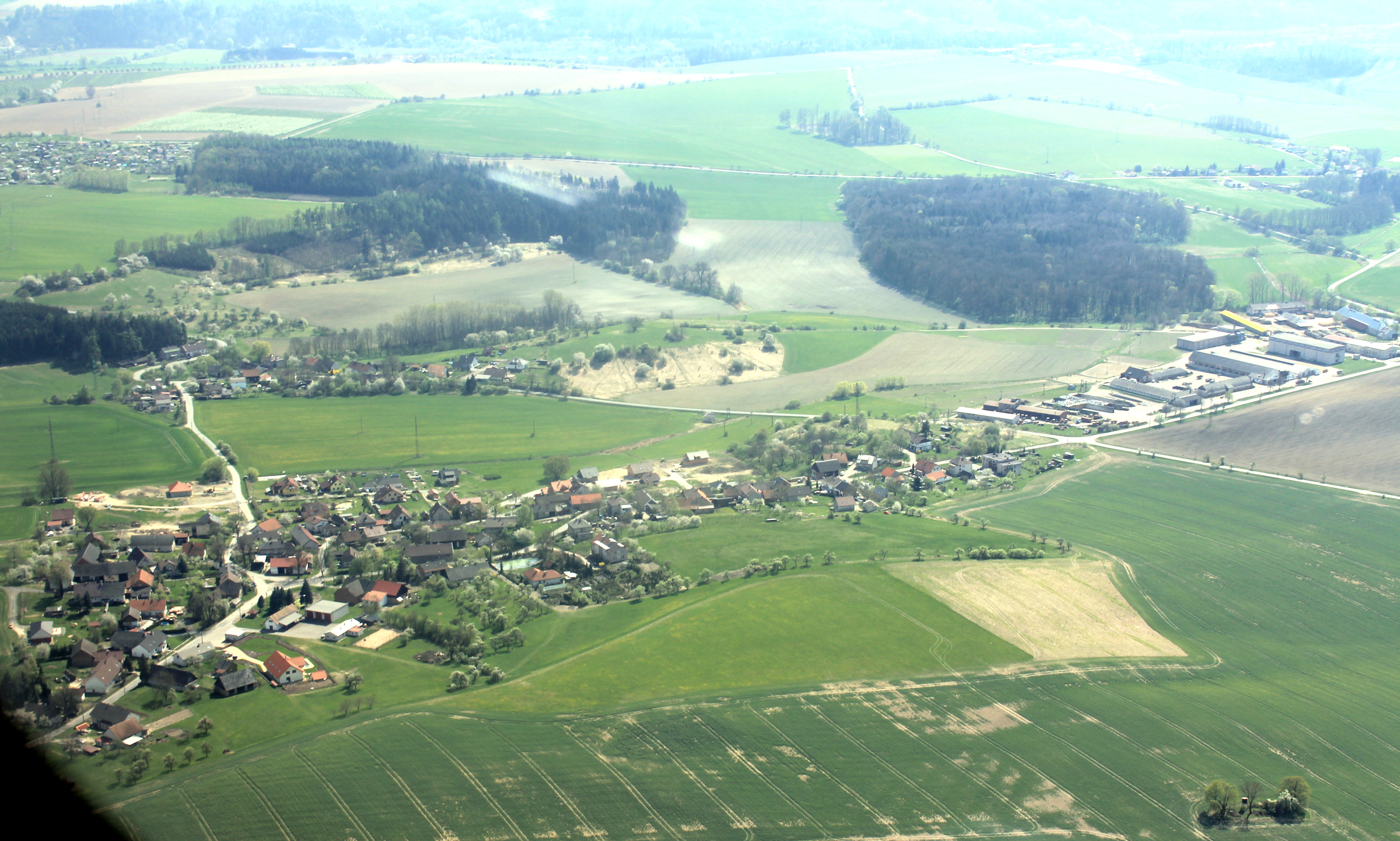
Letecký snímek
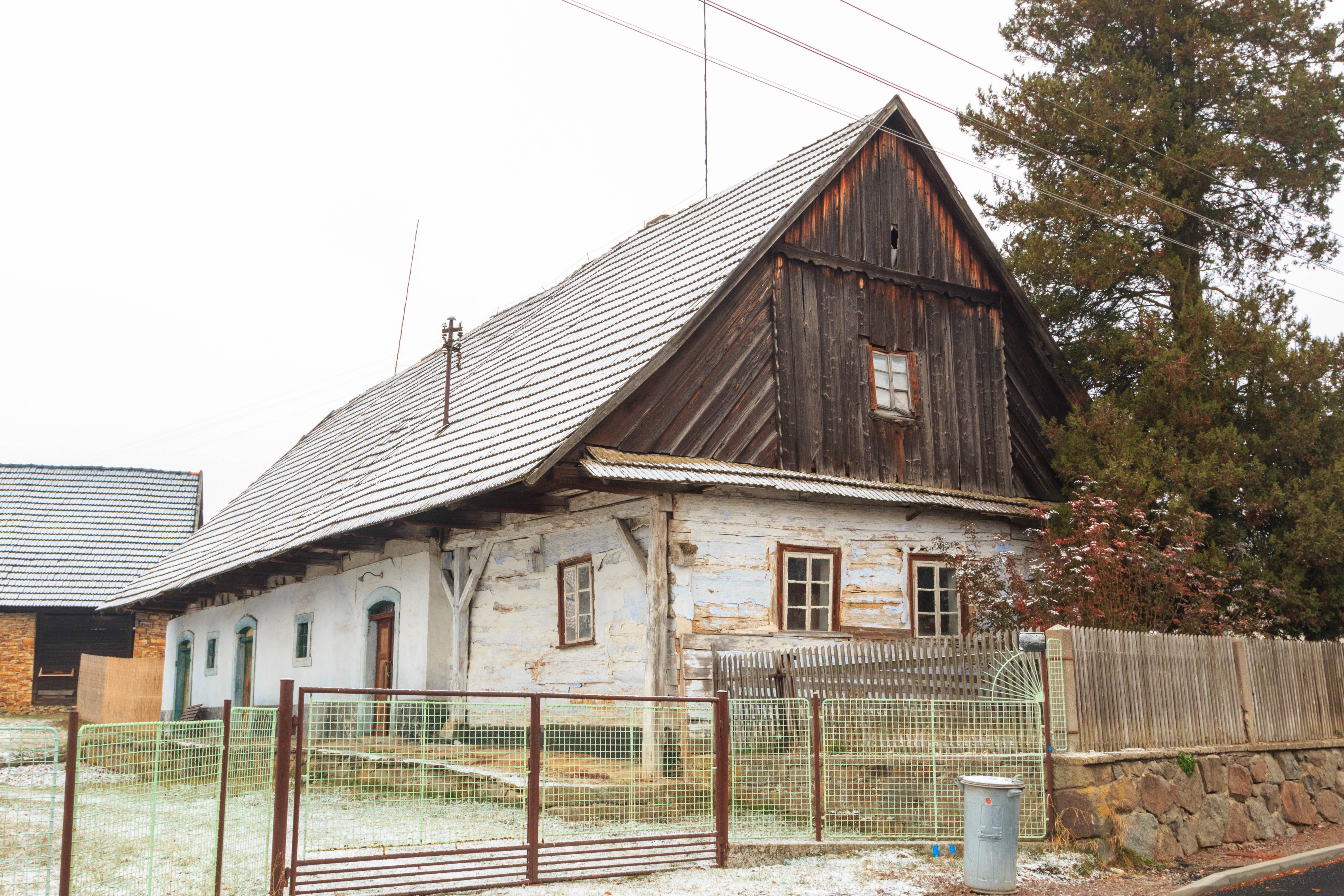
Lipovka u Rychnova nad Kněžnou - čp. 16
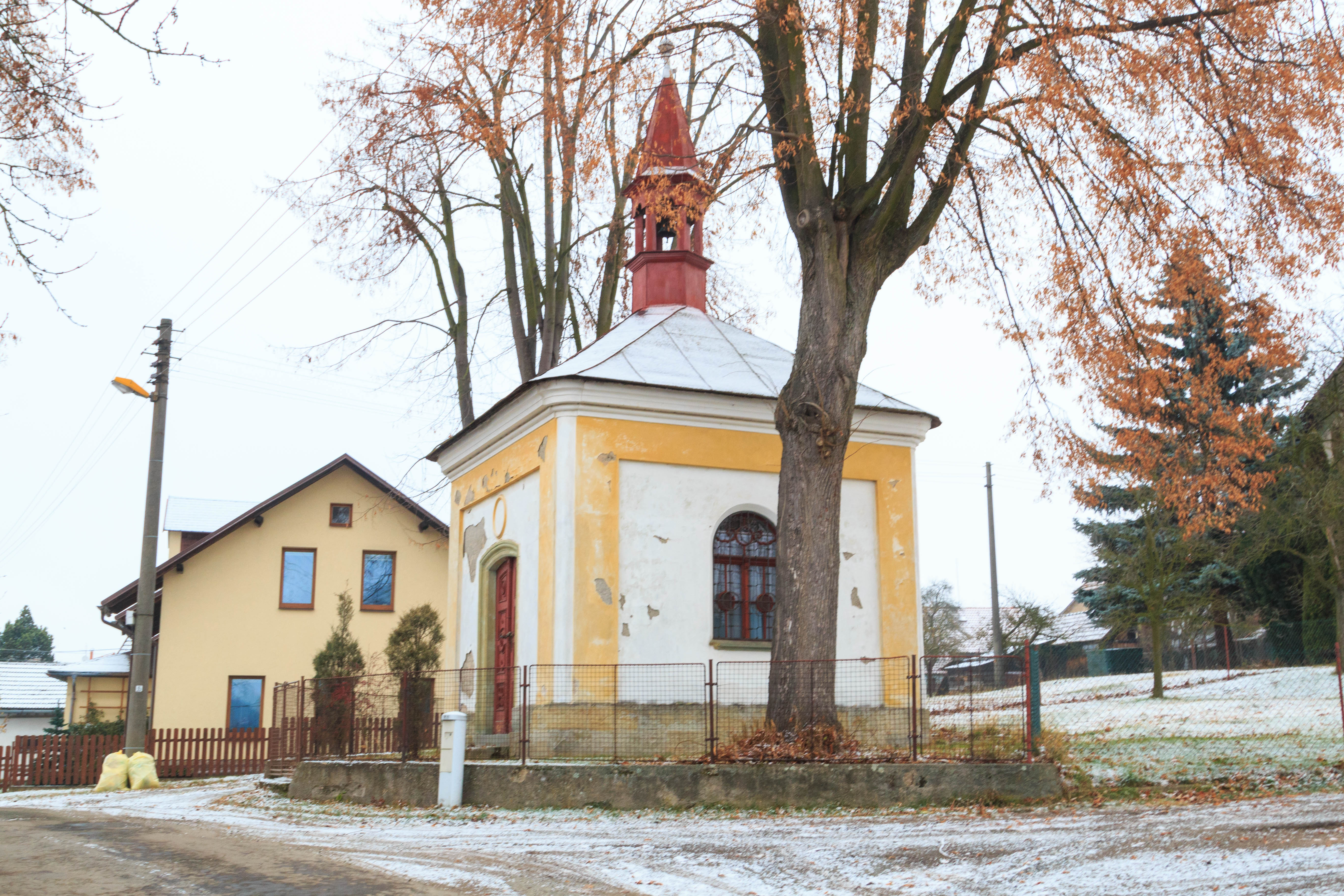
Lipovka u Rychnova nad Kněžnou - kaple
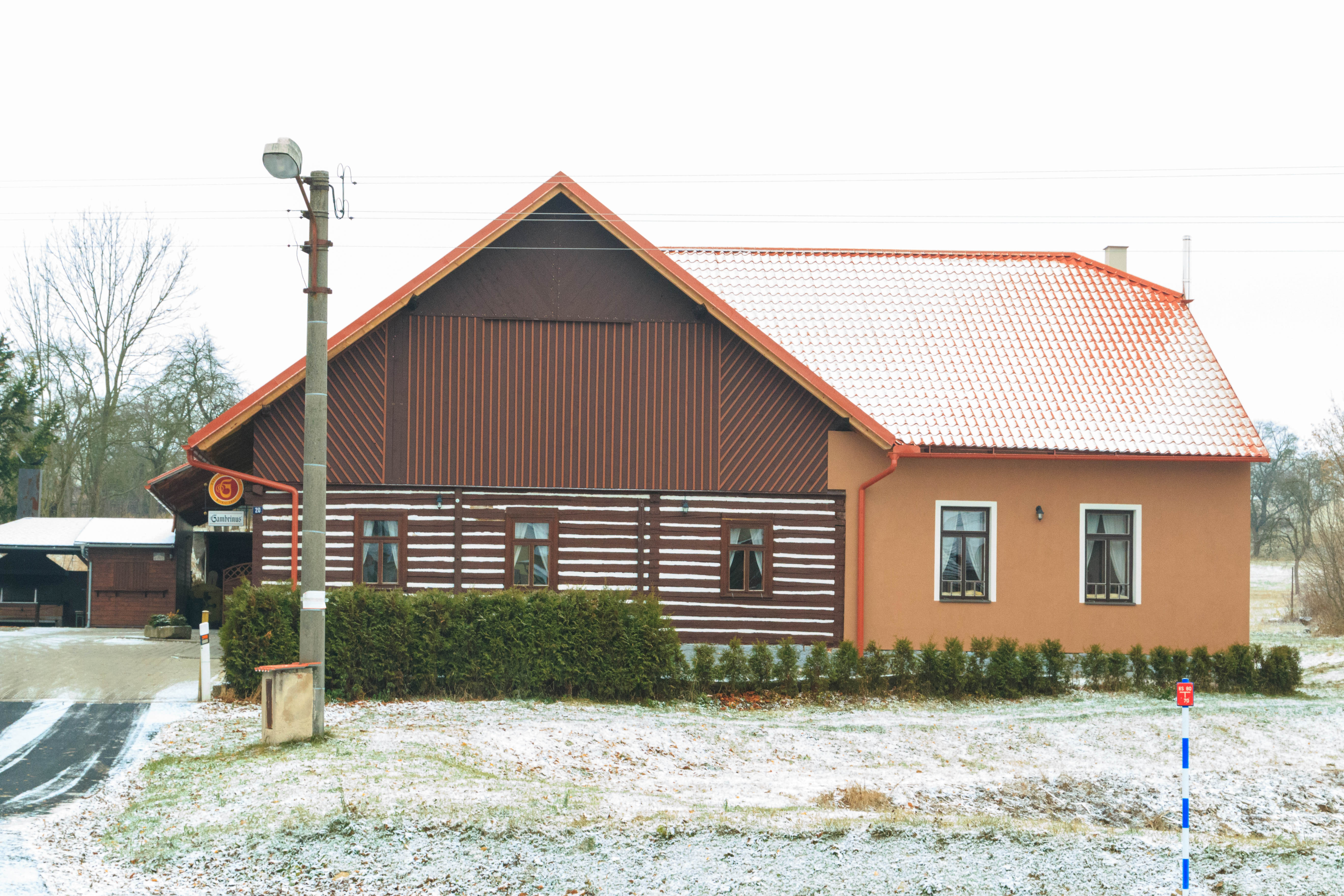
Lipovka u Rychnova nad Kněžnou - hospoda
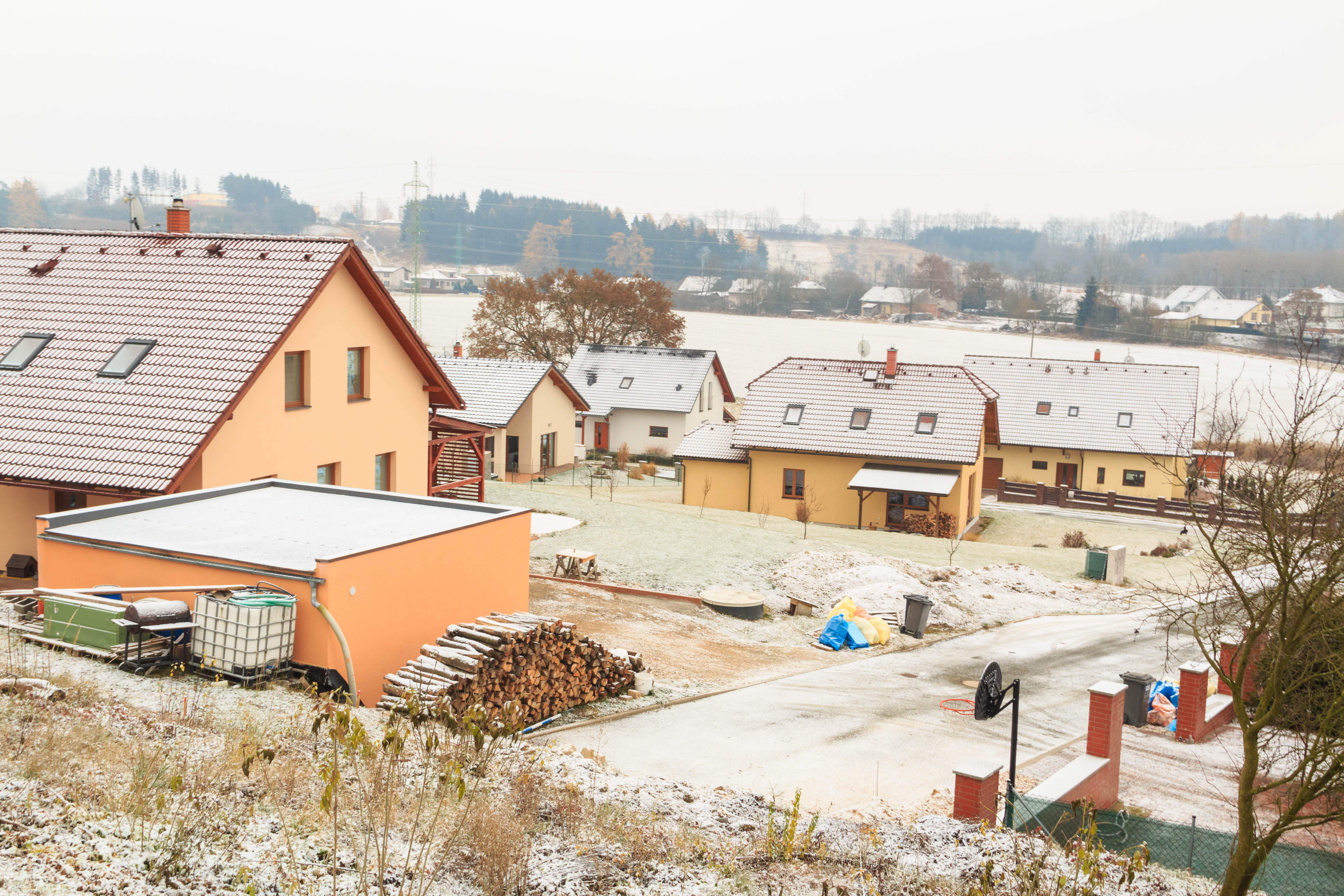
Lipovka u Rychnova nad Kněžnou - čp. 135